# هانسل و گرتل (اپرا)

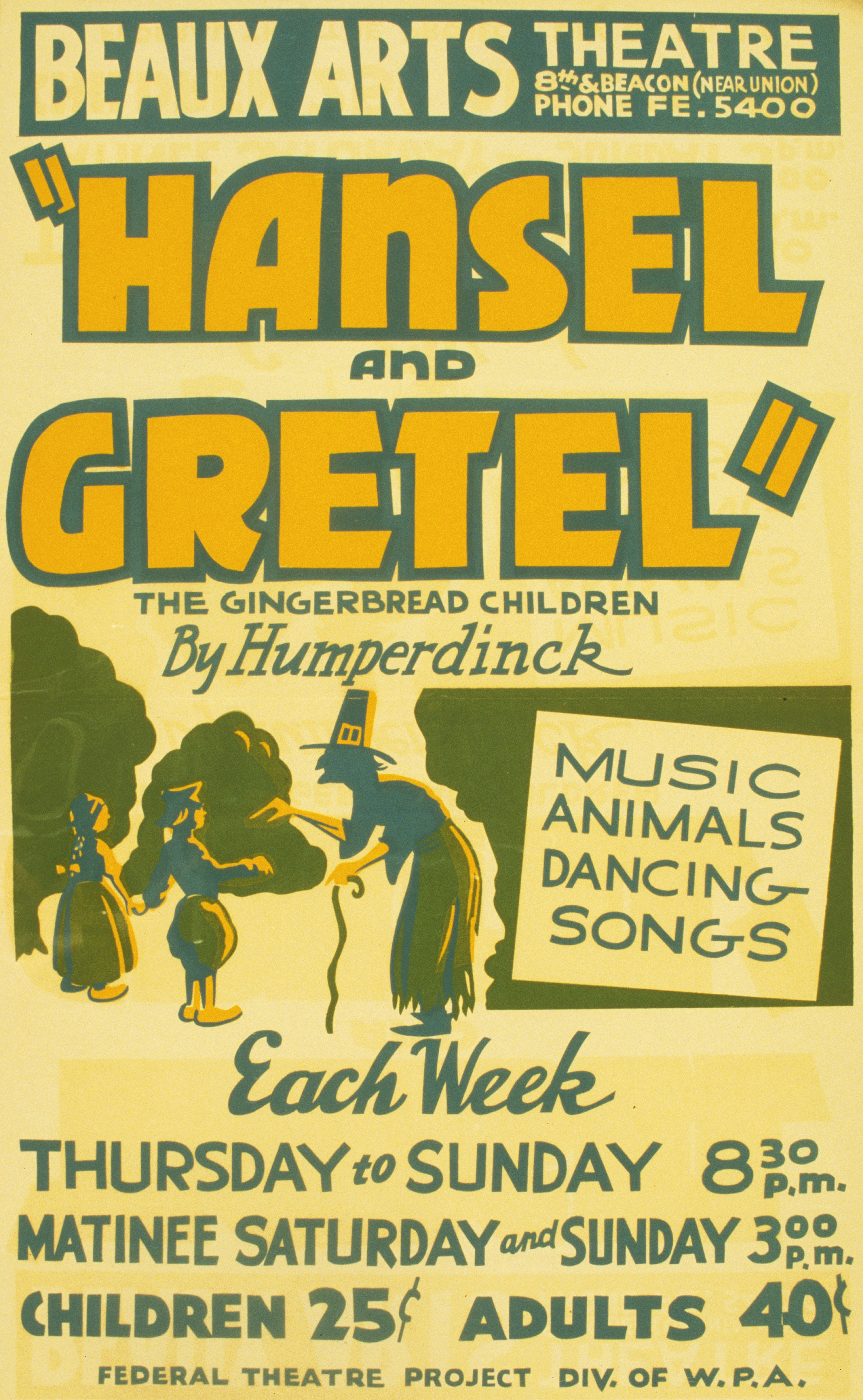
هانسل و گرتل (اپرا)

هانسِل و گِرِتِل اپرایی افسانه ایی است که توسط آهنگساز قرن نوزدهم انگلبرت هامپردینک ساخته شده‌است. اپرانامه این اثر توسط آدلهایت وته - خواهر هامپردینک - بر اساس داستان هانسل و گرتل نوشته شد. او به مناسبت کریسمس این داستان را برای فرزندانش به صورت شعر درآورده بود و بسیار مُشتاق بود برادرش برای آن موسیقی بسازد. انگلبرت نیز، پس از انجام اصلاحات لازم بر روی اشعار و طرحِ آهنگ، آن را به شکل یک اپرای تمام عیار درآورد. او طی سال‌های ۱۸۹۱ و ۱۸۹۲ کار بر روی این اثر را تمام کرد و در تاریخ ۲۳ دسامبر ۱۸۹۳ در Hoftheater - وایمار، آن را برای اولین بار با رهبری ریشارد اشتراوس به روی صحنه برد.
محبوبیت این اپرا بیشتر به خاطر الهام گرفتن موسیقی آن از تم‌های محلی است که نیایش شب (Abendsegen - Evening Benediction) را می‌توان به عنوان معروف‌ترین قطعه آن نام برد. امروزه این اپرا همچنان طرفداران زیادی دارد و زمان اولین اجرای آن باعث شده که غالباً مقارن با روزهای جشن کریسمس به نمایش در آید.
پس از نُخستین اجرا، هانسِل و گِرِتِل در هامبورگ (۲۵ سپتامبر ۱۸۹۴) با رهبری گوستاو مالر به نمایش در آمد. در خارج از آلمان؛ لندن - انگلستان (۲۶ دسامبر ۱۸۹۴)  ، نیویورک - آمریکا (۸ اکتبر ۱۸۹۵)  و ملبورن - استرالیا (۶ آوریل ۱۹۰۷)  نیز میزبان این اپرا بودند.
هم اکنون در کشورهای انگلیسی زبان، اغلب از نُسخه ترجمه شده این اپرا به زبان انگلیسی استفاده می‌شود.

## نقش‌ها
| نقش                      | نوع صدا            |
| ------------------------ | ------------------ |
| پیتر - جارو ساز          | باریتون            |
| گرترود - همسر پیتر       | متزو سوپرانو       |
| هانسل                    | متزو سوپرانو       |
| گرتل                     | سوپرانو            |
| جادوگر زنجبیلی           | متزو سوپرانو       |
| فرشته شنی - پری خواب     | سوپرانو            |
| فرشته باران - پری باران  | سوپرانو            |
| کر پژواک                 | ۳ سوپرانو ، ۲ آلتو |
| کر بچه ها                |                    |
| رقصندگان باله (۱۴ فرشته) |                    |

1. 1 2   با وجود اینکه نام پدر و مادر هانسل و گرتل در نقش‌ها ذکر می‌شود، اما هیچگاه در حین نمایش اسم آن‌ها گفته نمی‌شود و به عنوان‌های «پدر» و «مادر» اکتفا می‌شود؛ این شامل زمانی که این دو همدیگر را صدا می زنند نیز می‌شود.
2. ↑  The role of the Witch is sometimes sung by a tenor,[۷][۸] or the roles of Mother/Witch by the same singer.[۹]

## خلاصه داستان

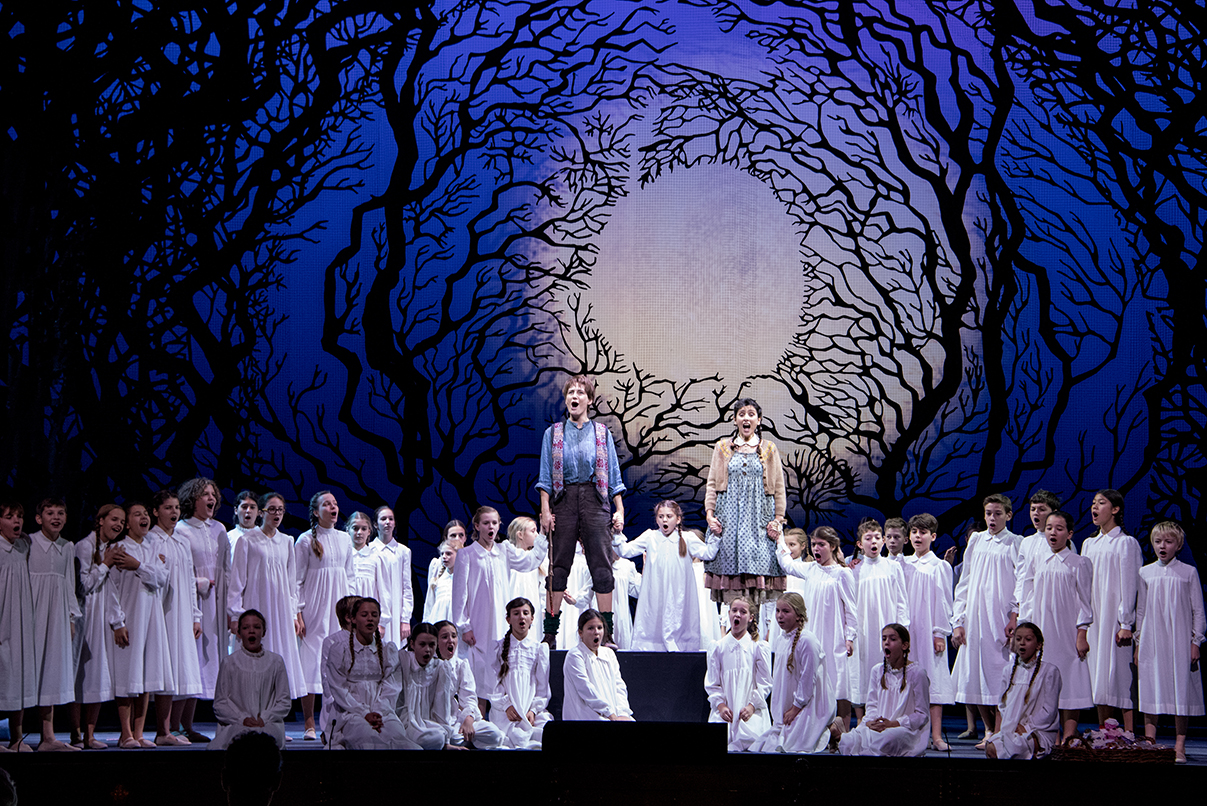
اجرای هانسل و گرتل (اپرا)

### پرده یک
صحنه اول: در خانه
گرتل در حال کوک زدن یک جوراب است و هانسل مشغول ساختن یک جارو؛ گرتل همچنان که کار می‌کند برای خودش آواز میخواند. هانسل با لحنی شوخی‌آمیز، آواز را تقلید می‌کند اما با عوض کردن کلمات شعر، می فهماند که خیلی گرسنه است و آرزو می‌کند که مادرشان هر چه زودتر به خانه بیاید. گرتل از او می‌خواهد که ساکت شود و به کارش برسد؛ همچنین گفته پدرشان را به او یادآوری می‌کند که : " خداوند همیشه به نیازمندان واقعی یاری میرساند. " هانسل هم با ناراحتی می‌گوید ولی این کلمات که خوردنی نیستند! گرتل برای اینکه برادرش را خوشحال کند، به او می‌گوید که همسایه یک کوزه پر از شیر برایشان آورده و مادرشان امشب با آن شیربرنج درست خواهد کرد، سپس از هانسل می‌خواهد این را مثل یک راز پیش خود نگاه دارد. اما هانسل طاقت نمی‌اورد و به سراغ ظرف شیر رفته و ناخنکی به سرشیر آن میزند. گرتل او را سرزنش می‌کند و از او می‌خواهد که به کارش برسد، اما هانسل می‌گوید که اصلاً حوصله کار کردن ندارد و ترجیح می‌دهد برقصد. گرتل هم به وجد میاید و هر دو شروع به شادی و رقصیدن می‌کنند.
صحنه دوم
مادر وارد می‌شود و با دیدن بازیگوشی‌های هانسل و گرتل خشمگین می‌شود. او آن‌ها را به خاطر اینکه کارشان را ناتمام گذشته اند، تهدید به کتک با چوب می‌کند. بر حسب اتفاق، چوب به کوزه شیر برخورد می‌کند و ظرف به زمین می افتد. مادر به شدت عصبانی می‌شود و این دو را مجبور می‌کند برای چیدن توت فرنگی به جنگل متروکه ایلزشتاین بروند. بچه‌ها خانه را ترک می‌کنند و مادر در تنهایی خود به ناله و زاری می نشیند که چرا قادر نیست برای فرزندانش غذای کافی و مناسبی مهیا کند و از خداوند طلب کمک می‌کند.
صحنه سوم
پدر با حالت مستی از راه دوری می‌رسد و همچنان که آواز میخواند، با کلماتش میفهماند که بسیار گرسنه است. او با ضربه ایی محکم در را باز می‌کند و همسرش را با خشونت ناشی از مستی، در آغوش گرفته و میبوسد. همسرش او را کنار میزند و با او به خاطر رفتار ناشایستش اوقات تلخی می‌کند. پدر با نشان دادن کیسه ایی پر از خوراکی؛ شامل بیکن، کره، آرد، سوسیس، چهارده تخممرغ، لوبیا، پیاز و یک چهارم پوند قهوه، سعی در خوشحال کردن مادر می‌کند.
او توضیح می‌دهد که در آنسوی جنگل، زمان برگزاری یک جشنواره نزدیک است و مردم در حال آماده شدن و رفت و روب هستند، از این رو او توانسته جاروهایش را با قیمت خوبی بفروشد. مادر خیلی خوشحال می‌شود و هر دو ابراز شادی می‌کنند. پدر سراغ فرزندانش را می‌گیرد اما مادر موضوع را عوض می‌کند و ماجرای شکسته شدن ظرف شیر را تعریف می‌کند. پدر میخندد و دوباره در مورد بچه‌ها می پرسد. بالاخره، مادر پاسخ می‌دهد که بچه‌ها را برای چیدن توت فرنگی به جنگل متروکه فرستاده؛ پدر وحشت زده می‌گوید این جنگل محل زندگی جادوگری بدطینت است که کودکان را با کیک و شیرینی فریب داده، سپس آن‌ها را داخل کوره ایی انداخته و بعد تبدیل به شیرینی زنجبیلی کرده و همه را میخورد. مادر و پدر سراسیمه به سوی جنگل میروند تا فرزندانشان را نجات دهند.

### پرده دو
(فاصله بین پرده یک و دو با یک موسیقی پوشش داده می‌شود. بنابراین پرده یک و دو بدون وقفه و پشت سر هم اجرا می‌شوند.)
صحنه اول: غروب هنگام؛ در جنگل
گرتل تاجی از گل درست می‌کند و با خود آواز میخواند. هانسل به دنبال توت فرنگی می گردد. تاج گل گرتل که بافته شد، سبد هانسل هم پر توت فرنگی می‌شود. گرتل تاج گل را روی سر هانسل میگذارد، اما هانسل می‌گوید پسرها از این جور چیزها خوششان نمی‌اید و آن را برگردانده و روی سر خواهرش میگذارد. او سپس به خواهرش می‌گوید که شبیه ملکه جنگل شده؛ گرتل جواب می‌دهد: " پس باید دسته گلی به من پیشکش کنی. " هانسل هم سبد توت فرنگی را تقدیم او می‌کند. این دو شروع به خوردن توت فرنگی‌ها می‌کنند. آوای یک قُمری شنیده می‌شود. وقتی توت فرنگی‌ها به آخر میرسند، خواهر و برادر سر چند تای باقی‌مانده دعوایشان می‌شود که بالاخره هانسل سبد را می قاپد و هر چه مانده بود در دهانش خالی می‌کند. گرتل او را سرزنش می‌کند و می‌گوید که مادرشان از این کار بسیار ناراحت خواهد شد، سپس سعی می‌کند توت فرنگی بیشتری پیدا کند تا به خانه ببرند، اما هوا دیگر تاریک شده و چیزی دیده نمی‌شود.
هانسل سعی می‌کند راه بازگشت به خانه را پیدا کند اما نمی‌تواند. جنگل تاریک و تاریک تر می‌شود و وحشت تمام وجود هانسل و گرتل را فرامیگیرد. آن‌ها حس می‌کنند که چیزی بهشان نزدیک می‌شود. هانسل فریاد میزند " کی آنجاست؟ " و بازگشت صدا می‌گوید " یکی آنجاست. " گرتل بانگ می زند " کسی اینجا هست؟ " پژواک جواب می‌دهد " هست! " . هانسل سعی می‌کند خواهرش را که به شدت ترسیده، آرام کند. ناگهان گرتل چشمش به آدم کوتوله ایی می افتد که به آن‌ها نزدیک می‌شود و جیغ میکشد.
صحنه دوم
مرد شنی به آرامی به آن‌ها نزدیک می‌شود. او به هانسل و گرتل می‌گوید که بچه‌ها را خیلی دوست دارد و آمده تا آن‌ها را بخواباند، سپس کمی شن به روی چشمانشان می‌ریزد و آن دو دیگر نمی‌توانند چشمانشان را باز کنند. گرتل نیایش شب را به هانسل یادآوری می‌کند و خواهر و برادر بعد از دعا، همان‌جا روی زمین جنگل به خواب میروند.
صحنه سوم
پانتومیم رویا - چهارده فرشته با هدیه ایی به گرد این دو بچه می آیند و آن‌ها را در خواب محافظت می‌کند. نوری شدید همه جا را روشن می‌کند. ( در این هنگام صحنه به پایان رسیده و پرده‌ها فرو میفتد )

### پرده سه
صحنه اول: در جنگل
فرشته شبنم میاید تا بچه‌ها را بیدار کند. او چند قطره شبنم به روی آن‌ها میپاشد و زمزمه کنان می‌گوید که چقدر زیباست که صبح، زنده و در جنگلی زیبا چشم باز کرد. او همچنان که بچه‌ها در حال تکان خوردن و بیدار شدن هستند، از آنجا میرود. ابتدا گرتل و سپس هانسل - با تنبلی - از خواب بیدار می‌شود. آن‌ها رویاهایشان را برای هم تعریف می‌کنند؛ هر دو در خواب فرشتگان را دیده‌اند که مراقبشان هستند.
صحنه دوم
این دو ناگهان متوجه خانه زنجبیلی با شکوهی در پشت سرشان می‌شوند که سقفی پوشیده از کیک، پنجرها از شیرین بیان و دیوارهایی تزئین شده با شیرینی دارد. سمت چپ خانه یک اجاق، سمت راست یک قفس و دور تا دور حصاری از بچه‌های زنجبیلی دیده می‌شود. هانسل و گرتل نمی‌توانند جلوی خودشان را بگیرند و شروع به ناخنک زدن به آن خانه وسوسه انگیز و خوردن تکه‌هایی از آن می‌کنند.
صحنه سوم
همچنان که بچه‌ها مشغول خوردن هستند، صدایی بلند می‌شود: " یه تیکه برداشت موش کوچولو ... کی ناخنک زد به این خونه کوچولو ". هانسل و گرتل فکر می‌کنند که این زوزه باد است و به خوردنشان ادامه می‌دهند. وقتی هانسل تکه ایی دیگر از خانه می‌کند تا بخورد، دوباره صدا بلند می‌شود: " یه تیکه برداشت موش کوچولو ... کی ناخنک زد به این خونه کوچولو " . اما باز هم هانسل و گرتل صدا را جدی نمی‌گیرند و به خوردن ادامه می‌دهند.
جادوگر از خانه بیرون میاید و هانسل را با طنابی میگیرد. همچنان که هانسل برای فرار تقلا می‌کند، جادوگر توضیح می‌دهد که نامش رزین شیرین دهان است و از هیچ چیز بیشتر از خوراندن شیرینی به کودکان لذت نمی‌برد. هانسل و گرتل به حرفهای جادوگر شک می‌کنند. هانسل خود را از بند طناب آزاد کرده و با گرتل پا به فرار میگذارند.
جدوگر عصای خود را درآورده و فریاد میزند: " بایست! " هانسل و گرتل هم در جا خشکشان میزند و از حرکت بازمیمانند. جادوگر با سحر عصایش هانسل را به سمت قفس هدایت می‌کند، سپس قدرت حرکت را از او گرفته و همان‌جا زندانی اش می‌کند؛ او از گرتل هم می‌خواهد که عاقلانه رفتار کند. جادوگر میرود تا بادام و کشمش بیاورد و با خوراندنشان به هانسل، او را چاق کند. هانسل پچ پچ کنان از گرتل می‌خواهد که تظاهر به فرمانبرداری از جادوگر کند.
جادوگر بازمیگردد و عصایش را می چرخاند و میگوید: " اجی مجی یه شونه ... دست و پاها، وقت تکونشونه ". سحر جادوگر، گرتل را به رقص در می‌آورد. او سپس دستور می‌دهد که دخترک به داخل خانه رفته و میز غذا را آماده کند. هانسل خودش را به خواب میزند، جادوگر هم با اشتیاق فراوان در فکر پختن و خوردن پسرک است.
جادوگر هانسل را بیدار می‌کند و از او می‌خواهد که انگشتانش را نشان دهد. هانسل حقه میزند و به جای انگشتش، استخوانی را سمت جادوگر میگیرد. جادوگر با لمس استخوان، احساس می‌کند که پسرک هنوز خیلی لاغر است و با ناخشنودی تصمیم می‌گیرد خوردن او را به تعویق بیندازد. او با دلخوری گرتل را صدا میزند تا باز هم کشمش و بادام بیاورد.
همچنان که جادوگر مشغول خوراندن هانسل است، گرتل عصای او را از جیبش برمیدارد. سپس آن را در هوا می چرخاند و وردی را که جادوگر برای رقصاندن او خوانده بود، آهسته بر زبان میآورد. قبل از اینکه جادوگر متوجه بشود صدا از کیست، هانسل قدرت حرکت خود را باز مییابد.
جادوگر به گرتل می‌گوید که داخل اجاق را نگاه کند و ببیند که آیا نان‌های زنجبیلی پخته‌اند یا نه. هانسل از خواهرش می‌خواهد که مراقب باشد. گرتل وانمود می‌کند که منظور جادوگر را متوجه نمی‌شود. جادوگر توضیح می‌دهد که باید کمی خودش را بالا بکشد، بعد سرش را خم کرده و داخل را نگاه کند. اما گرتل خودش را کودن خطاب می‌کند و می گوید که اینطوری متوجه نمی‌شود. سپس از جادوگر می‌خواهد که اول خودش این کار را بکند تا او هم ببیند و یاد بگیرد. جادوگر با کلافگی در اجاق را باز می‌کند و به طرف داخل آن خم می‌شود. هانسل با جستی به بیرون قفس می پرد و گرتل هم جادوگر را به داخل اجاق هل می‌دهد. خواهر و برادر از خوشحالی شروع به رقصیدن می‌کنند. اجاق جرقه‌های بزرگی میزند، بعد شعله‌های مهیبی از آن بیرون زده و سرانجام با صدایی بسیار بلند منفجر می‌شود.
صحنه چهارم
همه بچه‌هایی که تبدیل به نان زنجبیلی شده بودند، دوباره به حالت قبلشان باز میگردند، اما توانائی حرکت نداشتند. آن‌ها از هانسل و گرتل میخواهند که لمس شان کنند تا دوباره قدرت حرکتشان را بدست بیاورند. هانسل میترسد اما گرتل انگشتش را به گونه یکی از آن‌ها میزند؛ او بلند می‌شود اما نمی توانسته که تکان بخورد. هانسل و گرتل همه بچه‌ها را لمس می‌کنند و سپس هانسل با چرخاندن عصای جادوگر و خواندن ورد مخصوص، توانایی حرکت را به بچه‌ها باز میگرداند.
صحنه پنجم
صدای پدر از دور شنیده می‌شود که هانسل و گرتل را صدا میزند. کمی بعد مادر و پدر میرسند و هانسل و گرتل را در آغوش می‌گیرند. در همین زمان، بچه‌های زنجبیلی که توسط جادوگر طلسم شده و به نان‌های زنجبیلی تبدیل گشته بودند، از داخل اجاق بیرون میایند. پدر، هانسل و گرتل و بقیه بچه‌ها را دور هم جمع می‌کند و از آن‌ها می‌خواهد که این معجزه را شاکر باشند. او می‌گوید که پروردگار این‌گونه جزای اعمال زشت جادوگر را داده است و یادآور می‌شود که: " خداوند همیشه به نیازمندان واقعی یاری میرساند. "